# Мочи, Хуан

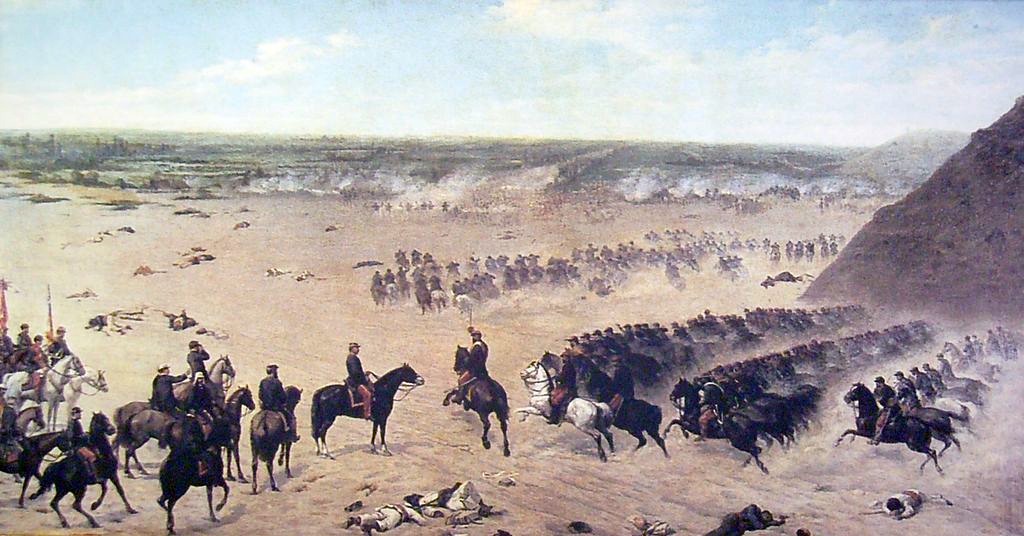
Атака кавалерии в битве при Чоррильосе в ходе Второй тихоокеанской войны

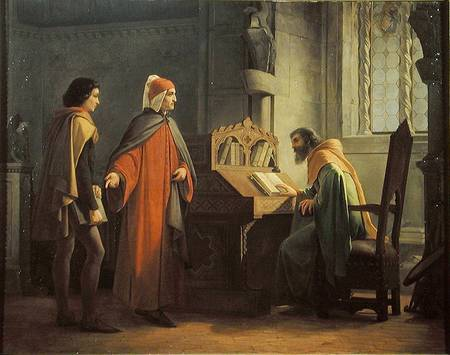
Данте Алигьери представляет Джотто Гвидо I да Полента

Хуан Мочи при рождении — Джованни Мочи (исп. Juan Mochi; 1831, Флоренция — 1892, Сантьяго) — чилийский художник итальянского происхождения, педагог, музейный работник.

## Биография
Художественное образование получил в своем родном городе Флоренции. Организовал мастерскую и добился определённой известности. Увлекался историческими сюжетами.
Позже отправился в Рим, где познакомился с представителями чилийской культурной диаспоры. После окончания франко-прусской войны поселился в Париже. Посол Чили предложил ему место преподавателя в Академия живописи в Сантьяго.
В 1876 году Мочи приехал в Чили и до 1883 года занимал должность директора академии. Был членом оргкомитета по созданию Музея изящных искусств, первым директором которого он был с 1880 по 1887 год.
Художник-пейзажист, жанрист, портретист, баталист, работал в стиле романтической исторической живописи.

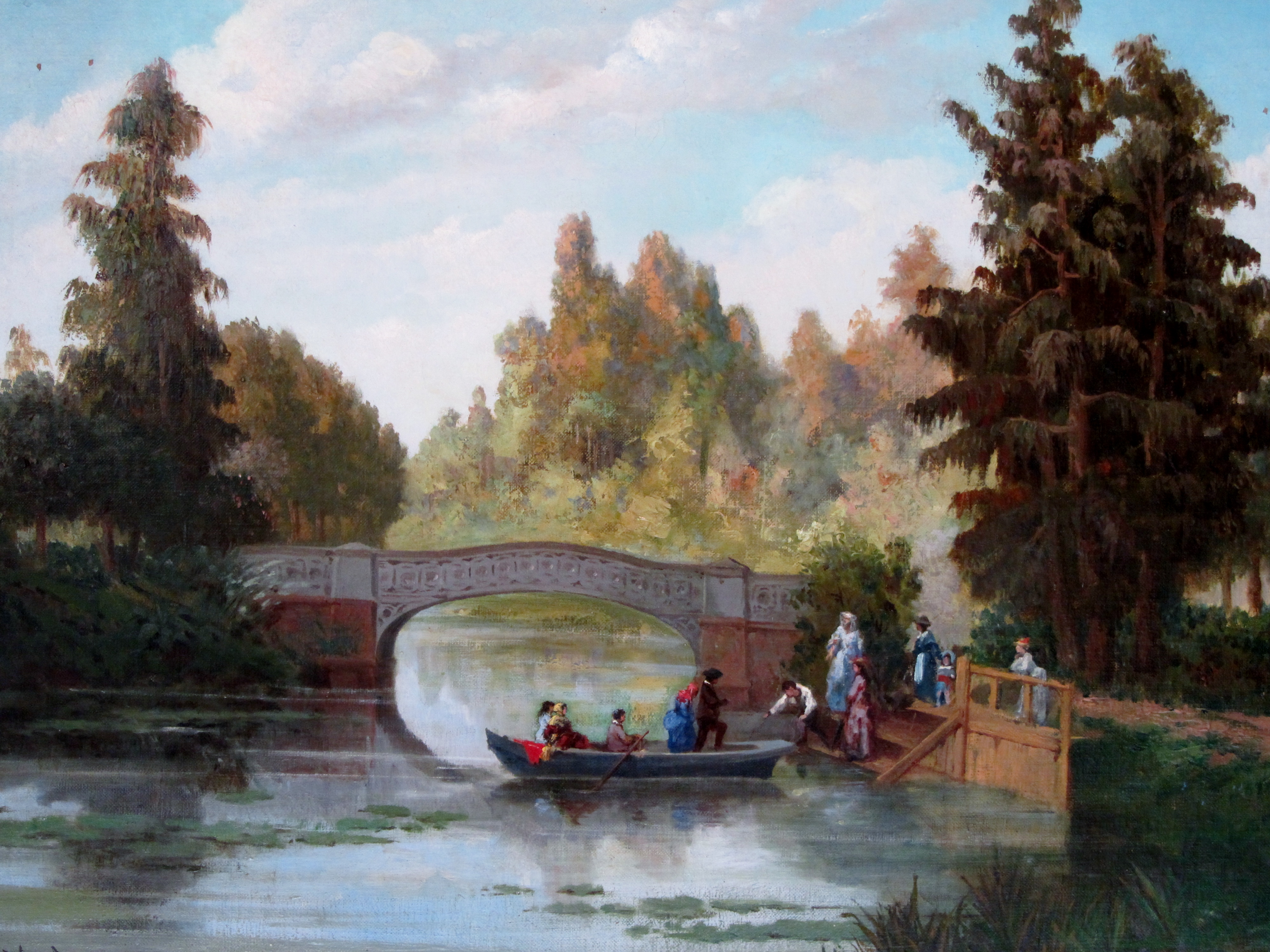
Пейзаж
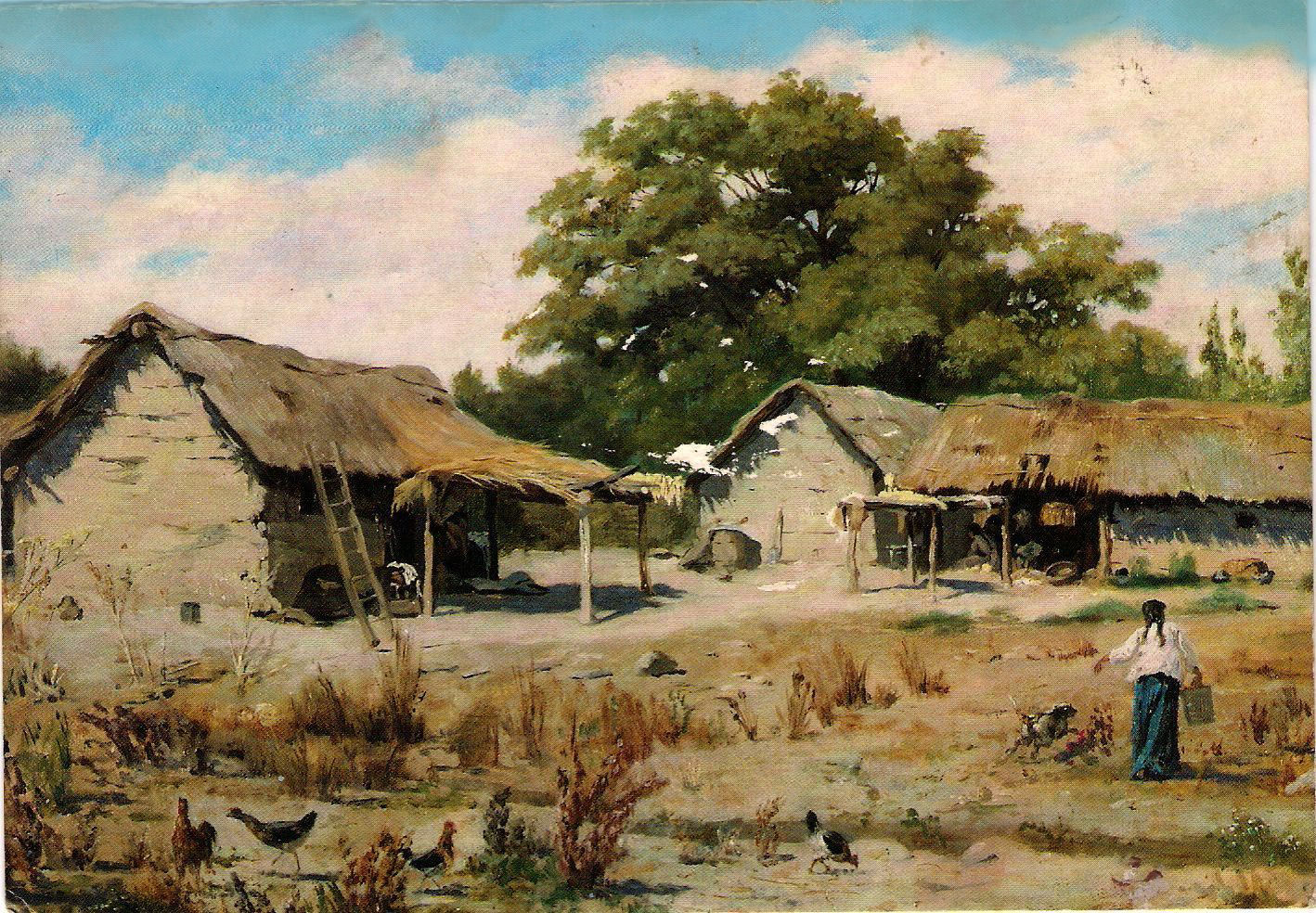
Сельский пейзаж
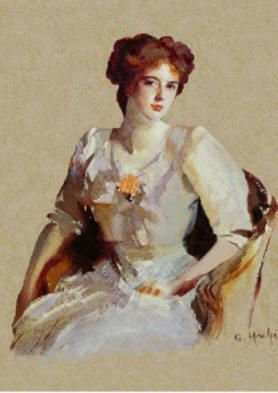
Женский портрет
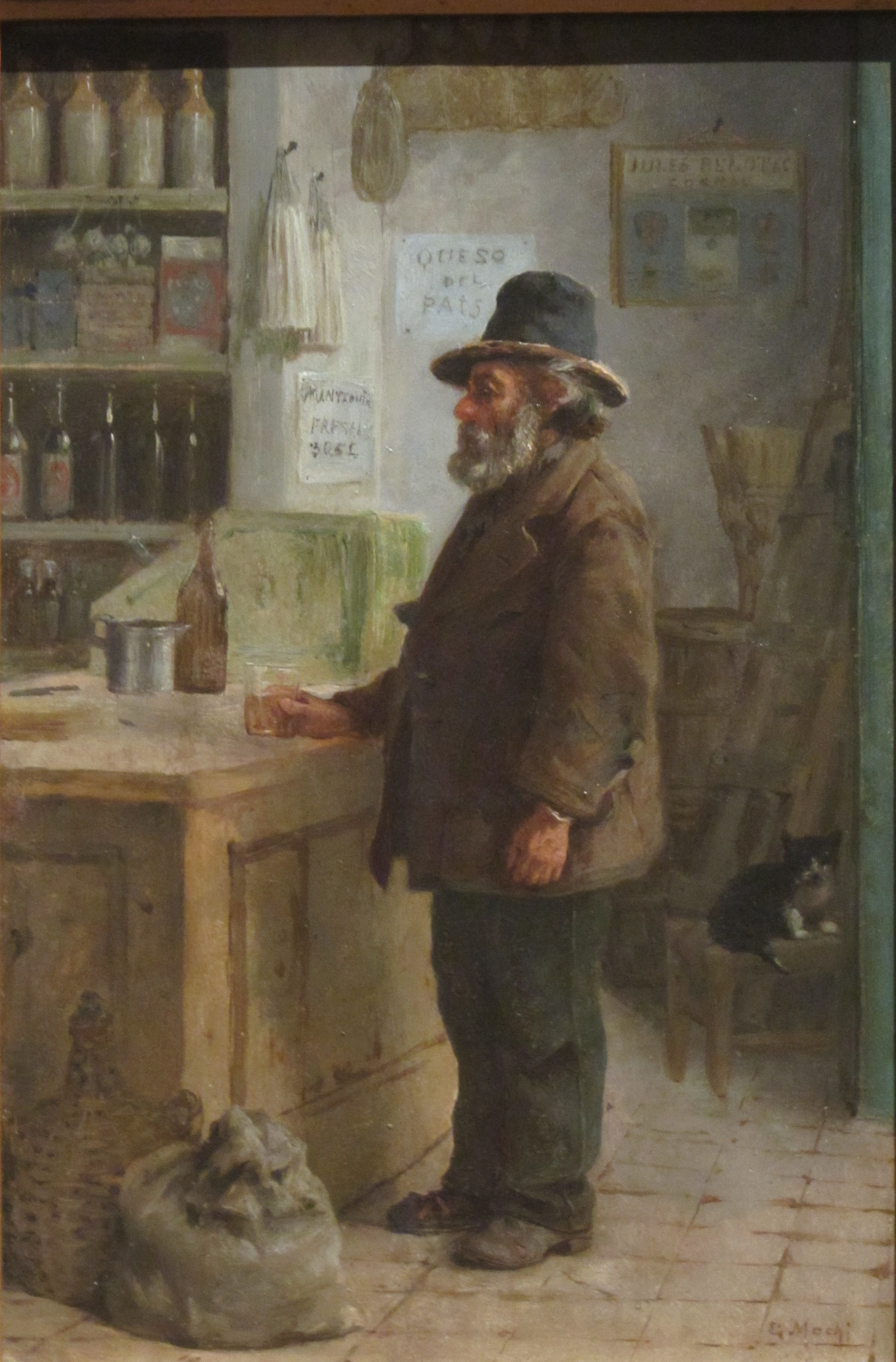
Клиент